# Gene Vincent
|  | Ikke at forveksle med Gert Vincent |
Gene Vincent, oprindelig Vincent Eugene Craddock (født 11. februar 1935, død 12 oktober 1971) var en amerikansk musiker og pionér indenfor rockabilly-genren. Vincent er bedst kendt for sit hit "Be-Bop-A-Lula". Efter at have forladt den amerikanske flåde med en kronisk skade i benet, indledte han sin musikalske karriere i forskellige countrygrupper i hjembyen Norfolk, Virginia. Sammen med backingbandet The Blue Caps skrev han kontrakt med Capitol Records.
Gene Vincent er optaget i Rock and Roll Hall of Fame.